# Henri Dorion
Henri Dorion (né à Québec le 4 mai 1935) est un géographe et professeur québécois.

## Biographie
Henri Dorion est le fils de Noël Dorion, secrétaire d'État du gouvernement du Canada et d'Olga Malherbe. Il est issu d'une dynastie de juges et d'avocats. Après avoir étudié le piano, le droit, la géographie et les langues, un accident l'oblige à renoncer à une carrière de pianiste. Il est admis au Barreau du Québec en 1958 et exerce le droit quelques années dans le cabinet familial.
La géographie et plus particulièrement la toponymie, devient sa matière de prédilection. Il présente un mémoire de maîtrise sur la frontière du Labrador.
Il effectue des stages en Pologne, en Union Soviétique  (où il étudie la linguistique et la toponymie) et en France avant de revenir à Québec.
Il est professeur à l'Université Laval de 1964 à 1980. Il en dirige le département de géographie à partir de 1973. Il met également sur pied le Groupe d'études de choronymie et de terminologie géographique, en collaboration avec le géographe Louis-Edmond Hamelin.
Il préside différentes commissions, dont le GENUNG, le Groupe d'experts des Nations unies pour les noms géographiques, et, de 1966 à 1972, la Commission d'étude sur l'intégrité du territoire du Québec, aussi appelée commission Dorion. Il s'agit de la première étude exhaustive des frontières du Québec, qui mène à la publication d'un rapport en 64 volumes, qui fait office de référence.
En 1978, Henri Dorion est président de la nouvelle Commission de toponymie du Québec, poste qu'il occupe pendant trois mandats non consécutifs, le dernier ayant pris fin à sa retraite en 1996.
Il est chargé de cours au département de géographie de l'Université Laval de 1982 à 2009 où il enseigne notamment la toponymie et la géographie de la Russie.
Il est délégué général du Québec à Mexico de 1980 à 1982.
Il est nommé délégué du Québec (non résident) pour l'Ukraine et la Russie le 18 novembre 1996.
Au Musée de la civilisation à Québec, il est le directeur de la conservation, de la recherche et des expositions internationales de 1988 à 1993.
Le Musée conserve sa collection d'instruments de musique, dont il a fait don à l'institution.
Le monde en images, banque de médias du CCDMD, a numérisé et référencé une partie de sa collection de diapositives.

## Famille
Il est le père de quatre filles, dont la comédienne Nathalie Coupal et la chorégraphe Geneviève Dorion-Coupal, et l'oncle de l'artiste et députée Catherine Dorion. Il est le conjoint de Renée Hudon.
Il est aussi le neveu de Charles-Napoléon Dorion et de Frédéric Dorion.

## Publications
- Henri Dorion, Anik Dorion-Coupal et Pierre Lahoud, Les PLUS du Québec, Les Éditions de l'Homme, 2017,  (ISBN 978-2-7619-4610-0)
- Etienne Berthold, Henri Dorion, Ekaterina Isaeva, Anastasia Lomanika, Québec, Canada, Russie : 100 miroirs, Presses de l'Université Laval, 2016,  (ISBN 978-2-7637-2826-1)
- Henri Dorion et Pierre Lahoud (historien et photographe), Québec et ses lieux de mémoire : noms d'hier et surnoms d'aujourd'hui, Québec, GID, 2013,  (ISBN 978-2-8963-4170-2)
- Henri Dorion et Pierre Lahoud  (historien et photographe), Le Québec autrement dit et un tour du monde en surnoms, Les Éditions de l'Homme, 2013, 272 p.  (ISBN 2-7619-3251-X et 978-2-7619-3251-6)
- Henri Dorion et Pierre Lahoud (historien et photographe), Le Québec à couper le souffle : 100 belvédères pour comprendre nos paysages, Les Éditions de l'Homme, 2011, 338 p.  (ISBN 978-2-7619-3080-2)
- Henri Dorion et Jean-Paul Lacasse, Le Québec, territoire incertain, Éditions du Septentrion, 2011, 336 p.   (ISBN 978-2-8944-8661-0)
- Henri Dorion, Pierre Lahoud (historien et photographe) et Anik Dorion-Coupal (illustrations en couleurs), Lieux de légendes et de mystère du Québec; CD de 10 chansons inclus (par Nathalie Coupal), Les Éditions de l'Homme, 2009, 266 p.  (ISBN 2-7619-2625-0 et 978-2-7619-2625-6)
- Henri Dorion, Éloge de la Frontière, Montréal, Éditions Fides, 2006, coll. « Grandes conférences », 54 p.  (ISBN 2-7621-2689-4 et 978-2-7621-2689-1)
- (fr + en) Henri Dorion, Pierre Lahoud (historien et photographe) et Christian Morissonneau, Le Quebec au naturel : sur les chemins de la découverte / The Nature of Quebec: A Journey of Discovery, Communications Terdor, 2006, 125 p. avec DVD  (ISBN 2-9235-1902-7 et 978-2-9235-1902-9)
- Pierre Lahoud (historien et photographe) et Henri Dorion, Québec : villes et villages vus du ciel, Les Éditions de l'Homme, 2005, 240 p.  (ISBN 2-7619-2059-7 et 978-2-7619-2059-9)
- Henri Dorion, Nathalie Roy et Philippe Saharoff (photographies), L'art de vivre au Québec, Flammarion, 2004,  (ISBN 2-0820-0896-7 et 978-2-0820-0896-9)
  - (en) Living in Quebec, Flammarion, 2004, 224 p.  (ISBN 2-0803-0457-7 et 978-2-0803-0457-5)
- Pierre Lahoud (historien et photographe) et Henri Dorion, Le Québec vu du ciel : au rythme des saisons, Les Éditions de l'Homme, 2001, 258 p.  (ISBN 2-7619-1587-9 et 978-2-7619-1587-8)
  - (en) Quebec from the air, From Season To Season, Les Éditions de l'Homme, 2001, 258 p.  (ISBN 2-7619-1642-5 et 978-2-7619-1642-4)
- Henri Dorion et Arkadi Tcherkassov, Le Russionnaire : Petite encyclopédie de toutes les Russies, Éditions MultiMondes, 2001, 428 p.  (ISBN 2-8954-4010-7 et 978-2-8954-4247-9)
- Henri Dorion (direction), Rapport de la Commission d'étude sur l'intégrité du territoire du Québec de 1966 à 1972
- Henri Dorion, La frontière Québec-Terreneuve : contribution à l'étude systématique des frontières, Volume 1 de « Travaux et documents du Centre d'études nordiques », Les Presses de l'Université Laval, 1963, 316 p.
- Henri Dorion, Ce que cache le nom des lieux, Éditions Multimondes, 2022, 308p.

## Prix et distinctions
- 1970 - Membre de la Société royale du Canada
- 1989 - Prix Jacques-Rousseau d'interdisciplinarité de l'ACFAS
- 1994 - Médaille Massey
- 1997 -  Chevalier de l'Ordre national du Québec[10]
- 1999 -  Officier de l'Ordre du Canada[11]
- 2004 - Prix Léon-Gérin[1]
- 2012 - Prix de la présidence de l'Assemblée nationale (avec Jean-Paul Lacasse)[12]
- 2019 - Doctorat honorifique de l'Université Laval en sciences géographiques
- Médaille de la Société de géographie du Québec
- Prix de la Société de géographie de Paris
- Prix de l'Agence Novosti de Moscou
- Prix du Conservatoire de musique du Québec
- Médaille du Gouverneur général du Canada (muséologie)
- Membre de l'Académie des sciences morales et politiques